# Муянга, Ирен
Ире́н Муя́нга (англ. Irene Muyanga, род. 12 ноября 1943) — угандийская легкоатлетка, выступавшая в беге на короткие дистанции. Участница летних Олимпийских игр 1964 года. Первая женщина, представлявшая Уганду на Олимпиаде.

## Биография
Ирен Муянга родилась 12 ноября 1943 года.
В 1964 году вошла в состав сборной Уганды на летних Олимпийских играх в Токио. В беге на 100 метров в 1/8 финала заняла 5-е место среди 7 участниц забега с результатом 12,05 секунды. В четвертьфинал она финишировала последней, 7-й с результатом 12,24, уступив 0,61 секунды попавшей в полуфинал с 4-го места Ирен Пиотровски из Канады. В беге на 200 метров в четвертьфинале заняла последнее, 5-е место с результатом 27,6 секунды, уступив 3,4 секунды попавшей в полуфинал со 2-го места Хайльвиг Якоб из ОГК.
Муянга стала первой женщиной, представлявшей Уганду на Олимпиаде.

## Личные рекорды
- Бег на 100 метров — 12,05 (1964)[3]
- Бег на 200 метров — 25,0 (1964)[3]